# Денніс О'Ніл
Денніс О'Ніл (англ. Dennis O'Neil; 3 травня 1939 — 11 червня 2020) — автор і редактор багатьох коміксів, у 1970-х роках займався переосмисленням «Бетмена», прагнучи повернути його до темнішої, похмурої атмосфери, ніж та, що панувала в телесеріалі 1960-х років. Разом із художником Нілом Адамсом створив Ра'са аль Ґула, із Бобом Брауном — Талію аль Ґул